# United Nations Advance Mission in Cambodia
Die United Nations Advance Mission in Cambodia (Vorausmission der Vereinten Nationen in Kambodscha, UNAMIC), eine UN-Friedensmission, basierte auf der UN-Resolution 717 vom 16. Oktober 1991 und war eingesetzt vom Oktober 1991 bis März 1992 zur Vorbereitung der Mission Übergangsverwaltung der Vereinten Nationen in Kambodscha (UNTAC).
Am 24. Juni 1991 unterzeichneten alle kambodschanischen Bürgerkriegsparteien einschließlich der Roten Khmer einen unter UN-Vermittlung ausgehandelten Waffenstillstand. Vorsitzender der Übergangsregierung, des „Obersten Nationalrats“, wurde Norodom Sihanouk. 1992 weigerten sich die Roten Khmer, sich diesem Pariser Friedensabkommen entsprechend unter UN-Aufsicht entwaffnen zu lassen. Der Bürgerkrieg flammte wieder auf. 

## Beteiligte Nationen
Geführt wurde UNAMIC aus dem Hauptquartier in Phnom Penh. Höchster Verbindungsoffizier war A.H.S. Ataul Karim aus Bangladesch und verantwortlich für die Führung der Streitkräfte war Brigadegeneral Michel Loridon aus Frankreich. Personal für UNAMIC wurde durch Algerien, Argentinien, Australien, Belgien, Bundesrepublik Deutschland, VR China, Frankreich, Ghana, Großbritannien, Indien, Indonesien, Irland, Kanada, Malaysia, Neuseeland, Österreich, Pakistan, Polen, Russland (bis 24. Dezember 1991 noch Sowjetunion), Senegal, Thailand, Tunesien, Uruguay und die USA gestellt. Insgesamt waren 15.900 Soldaten und 3.600 Polizisten im Rahmen der UNAMIC im Einsatz, darunter auch zahlreiche Pioniereinheiten zu Räumung von Minen. Die UN-Mission kostete über 1,5 Milliarden US-Dollar.

### Deutsche Beteiligung
Der UNTAC-Einsatz, an dem sich auch die Bundesrepublik Deutschland mit Truppen des Sanitätsdienstes der Bundeswehr beteiligte, gilt als die erste offizielle sanitätsdienstliche Kooperation der Bundeswehr mit den Vereinten Nationen. Die hier gesammelten Erfahrungen beeinflussten maßgeblich die weitere Entwicklung des Sanitätswesens der Bundeswehr. Zu Beginn von UNAMIC befanden sich drei Sanitätsoffiziere und drei Unteroffiziere im Einsatz, abgelöst Mitte Februar 1992 durch drei Sanitätsoffiziere, vier Unteroffiziere und zwei Mannschaftsdienstgrade und danach bis zum Eintreffen des UNTAC-Kontingents insgesamt 12 Soldaten der Bundeswehr in Kambodscha.

## Verluste
Während der UN-Mission wurden 45 Soldaten und 14 Polizisten getötet sowie mehrere Angehörige der UN-Mission verletzt.